# Sláger TV
A Sláger TV (2009-től 2014-ig Nóta TV) a Tematic Media Group zenecsatornája.
A csatorna hangja 2009-2018-ig Dolmány Attila, a Minimax egykori hangja, 2018-2022-ig Zöld Csaba volt. Jelenlegi csatornahangja Tóth Roland.
A csatorna reklámidejét az Atmedia értékesíti.

## Történet

### Nóta TV
A Nóta TV 2009. szeptember 1-jén délben kezdte sugározni műsorát, hogy minden tradicionális zenét szerető ember otthonába elérhető legyen.
A Nóta TV zenei világa minden magyarországi stílust, kort, életérzést képviselt. Legyen az klasszikus zene, operett, magyar szerelmes dalok, cigányzene vagy mulatós pop, esetleg a magyar rock stílusa. Népszerű volt a Retro zenei blokkja, a 80-as és 90-es évek slágereit az esti órákban sugározták. Olyan klipek kerültek elő, amelyeket az akkori magyar zenecsatornák nem sugároztak. A televízió főként régebbi slágereket jeleníti előnyben megcélozva ezzel a 40-65 éves korosztályt. A csatorna nagy hangsúlyt fektet a nosztalgiára, így zenei kínálatából hiányoznak a ma slágerei. A tematikaváltás érezhető volt, a nóta és mulatós programok száma jelentősen csökkent.

### Sláger TV
A Tematik Kabel Kft. 2014 júniusában levédette a Sláger TV nevet és a hozzá tartozó logókat.
2014. július 18-án jelentették be a Nóta TV Sláger TV-re való átnevezését. Az átnevezés oka, hogy a nótázást már jó ideje javarészt a konkurens csatornára, a Muzsika TV-re hagyták, az új névvel is kívánták jelezni, hogy inkább a könnyedebb műfaj a fő irányvonal, a fiatalabb korosztályokat megcélozva. A közlemény:
„A Nóta TV csapatával egy olyan színvonalas szórakoztató csatornát szeretnénk létrehozni, amely a magyar előadóművészeknek és a magyar zenéknek ad végre méltó megjelenési lehetőséget, ígértük 5 évvel ezelőtt és teljesítettük ígéretünket – mondta Sándor Tünde a televízió igazgatója és hozzátette –  „Külön öröm számunkra, hogy ráirányítottuk a figyelmet a magyar nóta műfajára és így mi is hozzájárulhattunk ahhoz, hogy ez a műfaj hungarikummá váljon.”
2014. augusztus 26-án az is kiderült, hogy a csatorna a névváltással egyidőben szélesvásznú adásra fog váltani.
Az átnevezésre 2014. augusztus 31-én 23 órakor került sor Sub Bass Monster Gyulafirátót című klipjével. A névváltás utáni időszakokban még használták a Nóta TV logóját, pár hónap után viszont végleg eltűnt.
A csatorna 2014. szeptember 30-án elérhetővé vált a Magyar Telekom műholdas kínálatában. (Az IPTV-s platformon már az év február 6-tól elérhető volt.)
2015. szeptember 18-tól teszt jelleggel a UPC digitális kínálatába is bekerült.
2016. július 1-től a csatorna átkerült az NMHH felügyelete alá, ettől kezdve a műsorajánlókban gyakran hívják "Magyar Sláger TV-nek".
2017. szeptember 20-tól a csatorna megkapta a jelenlegi arculatot és logót, így igazították a Sláger FM stílusához.

## Vételi lehetőségek műholdon
| DIGI-feladású elosztás  | DIGI-feladású elosztás    |
| ----------------------- | ------------------------- |
| Műhold:                 | Thor 6 (nyugati 1 fok)    |
| Frekvencia:             | 11,900 Mhz                |
| Polarizáció:            | Horizontális (vízszintes) |
| Moduláció:              | DVB-S, QPSK, MPEG2        |
| Szimbólumráta:          | 28,000 Ks/s               |
| FEC:                    | 5/6                       |
| Kódolás:                | Nagravision 3             |
| Video-PID:              | 615                       |
| Audio-PID:              | 2007 (Magyar)             |
| PMT-PID:                | 2950                      |
| PCR-PID:                | 615                       |
| Szolgáltatásazonosító:  | 2850                      |
| Hálózatazonosító:       | 1                         |
| Telekom teljes elosztás |                           |
| Műhold:                 | Amos 3 (nyugati 4 fok)    |
| Frekvencia:             | 10,806 Mhz                |
| Polarizáció:            | Vertikális (függőleges)   |
| Moduláció:              | DVB-2S, 8PSK, MPEG4-AVC   |
| Szimbólumráta:          | 30,000 Ks/s               |
| FEC:                    | 3/4                       |
| Kódolás:                | Conax (0xb00)             |
| Video-PID:              | 2601                      |
| Audio-PID:              | 2610 (Magyar) AAC         |
| PMT-PID:                | 2600                      |
| PCR-PID:                | 2601                      |
| Szolgáltatásazonosító:  | 1526                      |
| Hálózatazonosító:       | 100                       |

## Műsorkínálat

### A Nóta TV által sugárzott műsorok listája
A Sláger TV jelenlegi műsorai felkövérrel vannak szedve
- A Magyar Televízió Tánc- és Popdal fesztiválja
- Bandázó
- Benc-zenész
- Best of Nótasztár
- Déli vigadó
- Délutáni vigadó
- Egymillió fontos hangjegy
- Esti vígadó
- Eszem-iszom, dínom-dánom
- Édes Otthon
- Fásy mulató
- Gegmenők
- Hangoló
- Házibuli Attilával
- Húzd meg jobban, menjen a nóta!
- Dúdoló
- Jó ebédhez szép a nóta
- Kabaré
- Mulatós zene csillagai: Bunyós Pityu
- Nekünk 8
- Nótakosár
- Pertu Parti
- Poptarisznya
- Reggeli kakasszó
- Reggeli vigadó
- Rockblokk
- Sláger TV
- Sláger TV Made In Hungary
- Sláger TV-show
- Szívhez szól a nóta
- Szolnoki nótadélután
- Szuperbuli Lajcsival
- Televíziós vásárlás
- Vastyúk is talál szeget
- Zeneasztal
- Zeneexpressz
- Zeneposta
- 60 év – 60 dal
- Zenekör

### A Sláger TV által sugárzott műsorok listája

#### Jelenlegi
- A Helyettesítők
- Bailando
- Bencze házhoz megy
- Eszem-iszom, dínom-dánom
- Ez ma a sláger
- Halló, Angyalok!
- Ikonok
- Magyar Sláger
- Retro TV – A Legjobb Retro Zenék
- Sláger Disco
- Sláger TV híradó
- Sláger TV Top 10
- Sztár-Like
- Utazó Dallamok
- Zenegasztro

#### Szünetelő, befejezett
- A Falu bikája
- A Jó LaciBetyár Konyhája
- A mulatós zene csillagai
- Bódi Buli
- Borra-Váló
- Csirió
- Drága csaladom – Az Emilio Família
- Egy est Nyári Kálmánnal
- Életöröm – Ételmód Magazin
- Jól kifőzzük
- Mi van a hűtődben?
- No Para Karaoke
- Sláger Beach
- Sláger Szilveszter
- Sláger TV Party
- Sláger TV Party Best of
- Snóbli Bódi Gusztival és Margóval
- Sztár-Like Extra
- Üdv a Családban!
- Zeneposta
- Zeneváró

## Műsorvezetők

### Jelenlegi műsorvezetők
- A Jó Lacibetyár
- Annamary
- Aryee Claudia Tücsi
- Bárdosi Ildikó
- Bárdosi Sándor
- Bencze Attila
- Bódi Csabi
- Bunyós Pityu
- Bűdi Szilárd
- Dankó Szilvi
- Domján Dóra
- Emilio
- Pordán Petra
- Tina
- Tönci
- Zoltán Erika

### Korábbi műsorvezetők
- Andrejszky Zoltán
- Bangó Margit
- Erdei Zsolt
- Fásy Ádám
- Király Nóra
- Kunu Mario
- Nagy Zsolt Leo
- Növényi Norbert
- Szuperák Barbara
- Tarcsi Zoltán Jolly
- Varga Kinga